# Alekséi Peshejonov

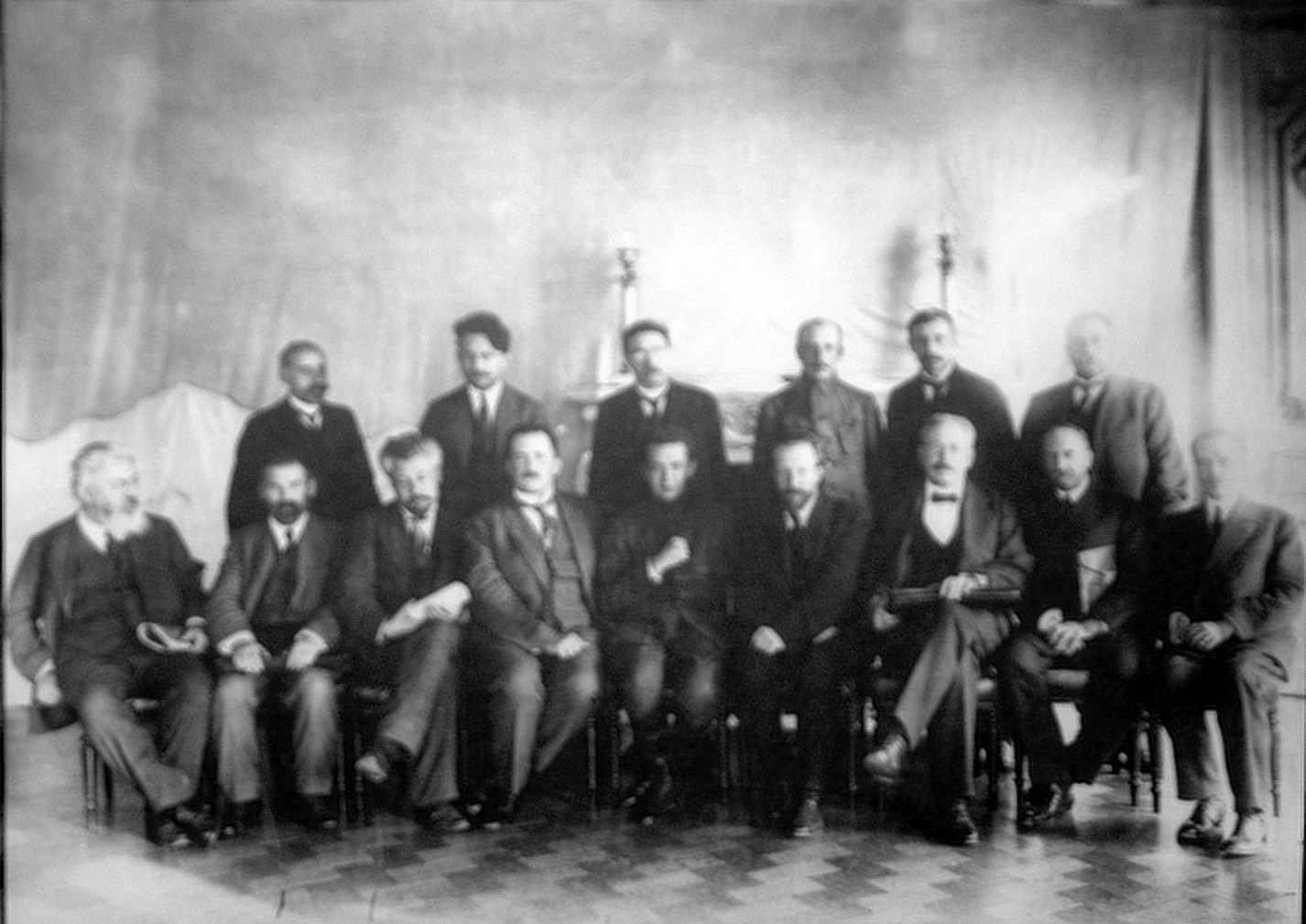
Segundo gobierno de coalición (ago 1917). Peshejónov está sentado 2º por la izda.

Alekséi Vasílievich Peshejónov (1867-1933), político socialista ruso, miembro del moderado Partido Socialista Popular.

## Socialista popular
Participó con voz pero sin voto en el congreso de 1906 del Partido Social-Revolucionario. Uno de los moderados, se separó de los socialrevolucionarios para fundar junto con otros miembros de la derecha del antiguo partido el nuevo Partido Socialista Popular. Este era el más conservador de los partidos socialistas rusos. Peshejónov era en realidad un típico intelectual de la corriente conservadora dentro del populismo ruso que se mostró en 1917 como tibio revolucionario.

## Periodo interrevolucionario
Peshejónov era uno de los representantes de su partido en el Comité ejecutivo del Sóviet de Petrogrado formado durante la Revolución de Febrero. Fue uno de los comisarios nombrados los últimos días de la revolución para dirigir la nueva milicia formada por el Sóviet para controlar la ciudad en sustitución de la policía zarista. Representaba la corriente más conservadora del Comité ejecutivo.
Tras la crisis de abril, fue el candidato de su partido para el cargo de ministro de Agricultura en el Gobierno provisional ruso; los socialistas populares se opusieron en vano al nombramiento de Víctor Chernov. Finalmente ingresó en nuevo Gobierno como ministro de Alimentos por insistencia del propio Chernov que, ocupando la cartera de Agricultura, deseaba que este ministerio quedase en manos de un socialista.